# Lichenifikation
Der Begriff Lichenifikation (Lichen = griechisch für „Flechte“) beschreibt eine flächenhafte Verdickung der Haut mit einer vergrößerten Felderzeichnung, die zu den sekundären Effloreszenzen gerechnet wird. Sie tritt regelmäßig als Symptom verschiedener chronischer Hauterkrankungen auf.
Häufige Ursachen für eine Lichenifikation sind langdauernde mechanische, chemische oder entzündliche Reizung der Haut, unter anderem im Rahmen chronischer Ekzeme. Typisch ist sie unter anderem für die Neurodermitis. Bei Hunden kann eine Lichenifikation auch durch Hypothyreose oder einen Sertoli-Zelltumor (Tumor der Sertoli-Zellen des Hodens) ausgelöst werden.